# Акшобхя
Буда Акшобхя (на тибетски Микьопа) или „Непоклатимия“ е един от петте Дхяни буди. Той принадлежи на диамантеното семейство и в мандалата на петте буди на мъдростта се намира в Източната диамантена сфера в центъра на чистата земя Абхирати (радостната). Негова съпруга е Лочана и обикновено е съпроводен от два слона. Буда Акшобхя се появява в „Писание за чистата земя на Буда Акшобхя“, датирана на 147 г. пр.н.е. и това е най-ранният известен текст за чистите земи. Както и цялото диамантено семейство буда Акшобхя представя елемента вода и трансформира гнева и омразата в огледалоподобна мъдрост.